# ستيوارت فيلدمان
ستيوارت فيلدمان (بالإنجليزية: Stuart Feldman)‏ هو عالم حاسوب أمريكي ويعرف بأنه مطور برنامج مايك لأنظمة يونكس كما أنه مؤلف أول مصرف للغة البرمجة فورتران 77 بالإضافة إلى أنه كان جزءا من المجموعة الأصلية التي اخترعت نظام التشغيل يونكس في مختبرات بل.